# Moritz Jastrowitz
Moritz (Moses) Jastrowitz (ur. 20 grudnia 1839 w Löbau, zm. 25 stycznia 1912 w Berlinie-Schönebergu) – niemiecki lekarz neurolog, internista, psychiatra.

## Życiorys
Urodził się 20 grudnia 1839 roku w Lubawie (Löbau) w Prusach Zachodnich, jako syn kupca i właściciela kamienicy Hermanna (Hirscha) i jego żony Ernestine z domu Cohn. Uczył się początkowo w rodzinnym mieście, a potem w Gymnasium zum Grauen Kloster w Berlinie. Studiował na Uniwersytecie w Zurychu i Uniwersytecie Fryderyka Wilhelma w Berlinie, w 1865 roku został doktorem medycyny na podstawie dysertacji De fistula vesico-vaginali, Następnie był asystentem w berlińskiej klinice chorób wewnętrznych Charité u Ludwiga Traubego, a od 1868 do 1874 asystentem w klinice dla chorych psychicznie i nerwowo u Wilhelma Griesingera i Carla Westphala. Od 1874 roku prowadził własną praktykę w Berlinie. Od 1882 roku kierował prywatnym zakładem dla psychicznie chorych „Maison de santé” w Schönebergu pod Berlinem. Miał tytuł tajnego radcy sanitarnego (geheimer Sanitätsrat).
Zmarł w 1912 roku. Wspomnienia o nim napisali Fürbringer i Fraenkel.
Jego żoną była Henriette Mendelsohn (1853–1928). Syn Hermann Jastrowitz (1882–1943) był również lekarzem, zginął w obozie koncentracyjnym Auschwitz-Birkenau.
Wyznawał religię mojżeszową. Odznaczony Orderem św. Anny 3 klasy.

## Dorobek naukowy
Jastrowitz opisał odruch mosznowy w 1875 roku, na cztery lata przed Mitchellem. Wprowadził też do medycyny termin morii, oznaczający typowe dla guzów płata czołowego zachowanie, cechujące się głupkowatymi żartami i euforią.
Jako jeden z pierwszych zapoznał się z wynalazkiem Wilhelma Röntgena i zreferował je na dwóch spotkaniach berlińskiego Towarzystwa Medycyny Wewnętrznej (Verein für innere Medicin), 6 i 20 stycznia 1896.

## Prace
- De fistula vesico-vaginali: dissertatio medico-chirurgica. Berolini: Lange, 1865.
- Casuistik. Multiple Erweichungsheerde, vorwiegend in der Gehirnrinde. Eigenthümliche Veränderungen an Ganglien und Glia der anstossende Partieen. Acuter psychischer Symptomencomplex. „Archiv für Psychiatrie und Nervenkrankheiten”. 1 (2), s. 478–487, 1868. DOI: 10.1007/BF02089726.
- Ueber die therapeutischen Wirkungen des Chloralhydrats. „Berliner klinische Wochenschrift”. 6, s. 413, 425, 1869.
- Studien über die Encephalitis und Myelitis des ersten Kindesalters. „Archiv für Psychiatrie und Nervenkrankheiten”. 3 (1), s. 162–213, 1872. DOI: 10.1007/BF02156041.
- Beitrag zur Pathologie der Hemiplegien. „Berliner klinische Wochenschrift”. 12, s. 428–430, 1875.
- Der gegenwärtige Standpunct der staatlichen Oberaufsicht über die Irren-Heil- und Pflege-Anstalten in Preussen und Vorschläge zur Verbesserung derselben.. „Vierteljahrsschrift für gerichtliche Medizin und öffentliches Sanitätswesen”. 36, s. 93; 327, 1877.
- Tumor im linken Hinterlappen, Aphasie, rechtsseitige Hemianopsie. „Centralblatt für praktische Augenheilkunde”. 1, s. 254–256, 1877.
- Bemerkungen zur Therapie der Angstzustände. „Allgemeine Zeitschrift für Psychiatrie”. 36, s. 602, 1879.
- Ueber den Tod durch Verbrennen vom gerichtsärztlichen Standpunkte aus. „Vierteljahrsschrift für gerichtliche Medizin und öffentliches Sanitätswesen”. 32, s. 1-35, 1880.
- Ein Fall von Thrombose der Pfortader aus luëtischer Ursache. „Deutsche medizinische Wochenschrift”. 9, s. 682-684, 1883.
- Eduard Levinstein, Moritz Jastrowitz: Die Morphiumsucht. Eine Monographie nach eignen Beobachtungen. Berlin: Verlag von August Hirschwald, 1883. Brak numerów stron w książce
- Diskussion zu den Vortragen von Jacusiel u. Virchow in den Sitzungen der medizinischen Gesellschaft. „Berliner klinische Wochenschrift”. 46, 1883.brak numeru strony
- Ueber einen Fall von Zwangsvorstellungen vor Gericht, nebst einigen Bemerkungen über Zwangsvorstellungen. Vortrag gehalten in der Gesellschaft für Psychiatrie und Nervenkrankheiten. Berlin: Reimer, 1884. Brak numerów stron w książce
- Ueber einen Fall von Lues universalis, insbesondere des Centralnervensystems. „Deutsche medizinische Wochenschrift”. 13, s. 305–307, 1887.
- Beiträge zur Localisation im Grosshirn und über deren praktische Verwerthung. „Deutsche medizinische Wochenschrift”. 14, s. 81-83; 108; 125; 151; 172; 188; 209, 1888.
- Zur Kenntniss des jetzigen Entmündigungsverfahrens. „Allgemeine Zeitschrift für Psychiatrie”. 44, s. 667-674, 1888.
- Über die Behandlung der Schlaflosigkeit. „Deutsche medizinische Wochenschrift”. 15, s. 621-624, 1889.
- Ernst von Leyden, Moritz Jastrowitz: Beiträge zur Lehre von der Localisation im Gehirn und über deren praktische Verwerthung. Leipzig: G. Thieme, 1888. Brak numerów stron w książce
- Ueber die Behandlung der Schlaflosigkeit. „Deutsche medizinische Wochenschrift”. 15, s. 621; 648; 674: 698, 1889.
- Ueber den besonderen und praktischen Werth der gänzlich durchgeführten Trommerschen Probe. „Deutsche medizinische Wochenschrift”. 17, s. 253; 292, 1891.
- Ueber den besonderen und praktischen Werth der gänzlich durchgeführten Trommer′schen Probe. „Deutsche medizinische Wochenschrift”. 17 (7, 8), s. 253-256, 292-296, 1891. DOI: 10.1055/s-0029-1206265 10.1055/s-0029-1206287 10.1055/s-0029-1206265.
- Salkowski E., Jastrowitz M.. Ueber eine bisher nicht beobachtete Zuckerart im Harn. „Centralblatt für die medizinischen Wissenschaften”. 30, s. 337–339, 1892.
- Die Roentgen′schen Experimente mit Kathodenstrahlen und ihre diagnostische Verwertung. Vorgetragen im Verein f. innere Medicin am 6. und 20. Januar 1896. „Deutsche medizinische Wochenschrift”. 22 (5), s. 65-96, 1896. DOI: 10.1055/s-0028-1139456.
- Zur Kenntniss und Behandlung der Neuralgia occipitalis. „Deutsche medizinische Wochenschrift”. 24 (14, 15), s. 216-218, 239–242, 1898. DOI: 10.1055/s-0029-1204324 10.1055/s-0029-1204341 10.1055/s-0029-1204324.
- Einiges über das physiologische und über die aussergewöhnlichen Handlungen im Liebesleben der Menschen, Vortrag gehalten am 22. Juni 1903 im Verein für innere Medizin zu Berlin. Leipzig: Thieme, 1904. Brak numerów stron w książce
- Ueber Morphinismus. „Deutsche Klinik”. 6 (2), s. 412-466, 1906.
- Muskeljuden und Nervenjuden. W: Ausschuss der Jüdischen Turnerschaft (Hrsg.): Körperliche Renaissance der Juden: Festschrift anlässlich des IV Turntages der Jüdischen Turnerschaft und der Feier des 10jährigen Bestehens des Jüdischen Turnvereins Bar Kochba-Berlin. Berlin: Jüdischer Verlag, 1909, s. 12–14.
- Muskeljuden und Nervenjuden. „Jüdische Turnzeitung”. 9, s. 33–36, 1908.